# Eustasius Friedrich Schütze

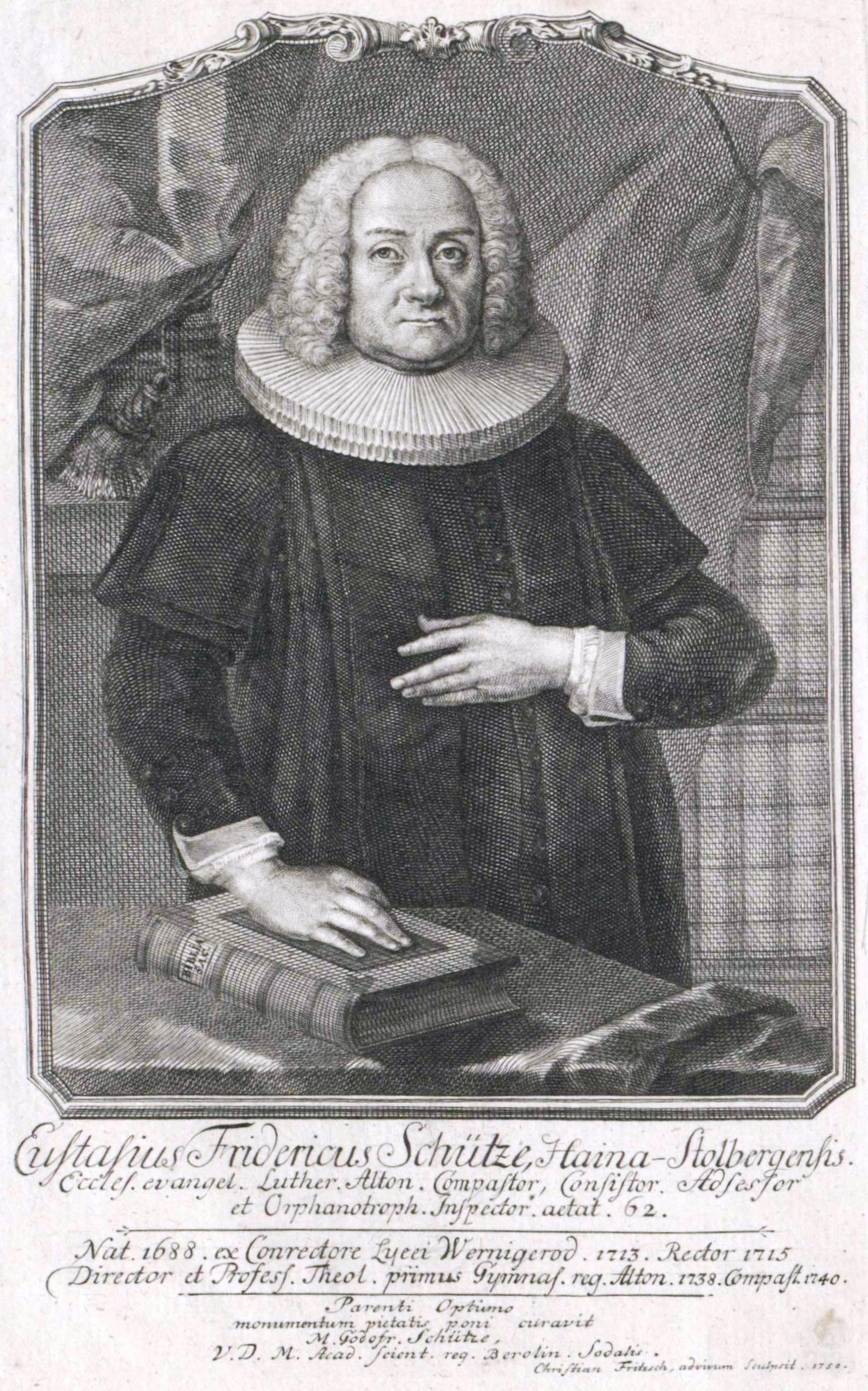
Christian Fritzsch: Eustasius Fridericus Schütze. Kupferstich, 18. Jahrhundert

Eustasius Friedrich Schütze (* 3. April oder 13. April 1688 in Hayn; † 19. März 1758 in Altona) war ein deutscher evangelischer Theologe.

## Leben und Wirken
Eusebius Friedrich Schütze war der Sohn des späteren Diakons in Wernigerode Jeremias Schütze (1627–1709) und seiner Frau Sophia Lucia Brosen. Seine erste Ausbildung erhielt er durch den Vater. 1701 kam er nach Wernigerode, wo er die Gelehrtenschule besuchte und die Zulassung zur Universität erwarb. Während dieser Zeit wohnte er im Haus des Theologen und Lieddichters Heinrich Georg Neuss (1654–1716).
Ab 1708 besuchte er die Universität Jena, um ein Studium der Theologie bei Johann Franz Buddeus zu absolvieren. Anschließend wechselte er an die Universität Halle, wo August Hermann Francke, Joachim Justus Breithaupt, Joachim Lange, Christian Benedikt Michaelis und Paul Anton seine Lehrer waren. Im Anschluss an sein Studium übernahm er das Konrektorat des Lyceums in Wernigerode und wurde zwei Jahre später Direktor der Anstalt. Während dieser Zeit erwarb er sich Verdienste um die Verbesserung des Schulwesens und machte sich durch einige Abhandlungen einen Namen.
1738 berief ihn Christian VI. von Dänemark als ersten Direktor und Professor für Theologie an das neugegründete akademische Gymnasium in Altona. 1740 versah er die Stelle eines Adjunkts des Pastors an der Hauptkirche zu Altona und übernahm nach dessen Tod 1741 dessen Amt. Damit verbunden wurde er Assessor am Konsistorium und Inspektor der königlichen Armen- und Waisenschule. Seit 1746 war er auswärtiges Mitglied der Königlich Preußischen Sozietät der Wissenschaften.
Aus seiner 42-jährigen Ehe mit Anna Elisabeth, der Tochter des Ratsherrn in Halberstadt Martin Schmidt, gingen vier Söhne hervor. Gottfried Schütze wurde Professor an der Gelehrtenschule des Johanneums in Hamburg, Immanuel Schütze (* 1716 in Wernigerode; † 1. Dezember 1758) war Bürgermeister von Altona, Ludwig Schütze (* 1722 in Wernigerode) bekleidete von 1750 bis 1752 das Amt des Subrektor am Pädagogium, der Vorbereitungsschule des Gymnasiums zu Altona. Gottlob Schütze, der jüngste Sohn, wurde als königlich-dänischer Legationssekretär in den Adelstand erhoben.

## Werke
- Progr. de meritis b. Lutheri in civitatem sacrem. Wernigerode 1717
- Progr. Exercitatico philologica de voce Echo. Wernigerode 1718
- Progr. de genthiliis veterum. Wernigerode 1718
- Progr. de discrimine sapientiae et prudentiae. Wernigerode 1719
- Progr. de confratribus in ministerio scholastico. Wernigerode 1720
- Ein himmlisch gesinntes Gemüth; eine Predigt. Wernigerode 1722
- Progr. de quatuor temporum jejuniis, volgo Quatember. Wernigerode 1723
- Progr. de orgine vocis theotiscae Rode. Wernigerode 1724
- Progr. de jubilaeis gamicis. Wernigerode 1725
- Progr. de tentata unione inter Ecclesiam Graecam et Evangelicam. Wernigerode 1726
- Progr. an doctrina Muhamedica possit dict Theologia. Wernigerode 1727
- Progr. de vita et metris M. Andreas Schoppii. Wernigerode 1728
- Von den Verdiensten Heinrich Horn's, eines Zeugen der Wahrheit. Wernigerode 1730
- Progr. de veritate semper victrioe. Wernigerode 1731
- Progr.de vita meritis M.Jö. Fortunati. Wernigerode 1735
- Der Gnaden- und Heilsbrunnen für Freunde Gottes; eine Predigt. Wernigerode 1735
- Der Wittwenstand, als ein Stand der Wehmuth; eine Predigt. Wernigerode 1735
- Progr. de D. Bielefeldi in civitatem sacram meritis. Wernigerode 1737
- Progr. de studii sacrarum litterarum et utilitate et necessitato. Altona 1739
- Eines evangelischen Christen freimüthiges Hinzutreten zu detfried Schützem Gnadenstuhl Neuen Testaments; eine vor dem Könige (von Dänemark) auf Gottorp gehaltene Predigt. Altona 1740